# Elmar Schloter
Elmar Schloter (* 6. März 1936; † 23. Mai 2011) war ein deutscher Organist und Dirigent.

## Leben
Schloter war ein Schüler von Karl Richter. Nachdem er Organist der Münchner Philharmoniker war, wechselte er zum Symphonieorchester des Bayerischen Rundfunks und fungierte dort als ständiger Organist. Von 1973 an leitete er daneben den Fachbereich Orgel und Kirchenmusik am Richard-Strauss-Konservatorium in München. Eine weitere Aufgabe, die Schloter bis 2005 wahrnahm, war die des ersten Organisten der Münchner St. Michaelskirche und er betreute ab 1977 auch deren Chor und Orchester als Dirigent.
Die Disposition der Orgel in der Münchner Philharmonie, sowie das klangliche Konzept der neuen Orgel der St. Michaelskirche, gehen auf ihn zurück.
Bekanntheit erlangte Schloter durch zahlreiche Schallplatten-, Rundfunk- und Fernsehaufnahmen sowie weltweite Konzertauftritte.

## Auszeichnungen
Für seine Verdienste um die katholische Kirchenmusik erhielt er den Kulturpreis der Stadt München für interpretierende Kunst und das Bundesverdienstkreuz am Bande. Papst Johannes Paul II. ernannte ihn zum Ritter des Silvesterordens. Von der Pennsylvania State University bekam er eine Honorarprofessur verliehen.